# Чемпионат Северной, Центральной Америки и Карибского бассейна по волейболу среди мужчин 2017
25-й чемпионат Северной, Центральной Америки и Карибского бассейна (NORCECA) по волейболу среди мужчин проходил с 26 сентября по 1 октября 2017 года в Колорадо-Спрингсе (США) с участием 10 национальных сборных команд. Чемпионский титул в 9-й раз в своей истории выиграла сборная США. Призёры турнира (США, Доминиканская Республика и Канада) квалифицировались на чемпионат мира 2018.
Первоначально турнир должен быть стать единственным финальным этапом континентального отбора на чемпионат мира 2018, но после отказа от участия сборных Кубы и Пуэрто-Рико, связанного с катастрофическими для этих стран последствиями ураганов Ирма и Мария, было решено провести дополнительный раунд континентальной квалификации, в котором примут участие сборные этих стран, а также 4-я и 5-я команды по итогам чемпионата NORCECA 2017. 

## Команды-участницы
Предварительный состав участников выглядел следующим образом:
США — команда страны-организатора;
Канада, Коста-Рика, Куба, Мексика, Пуэрто-Рико — по результатам рейтинга NORCECA.
Остальные участники отбирались по итогам отборочного турнира чемпионата мира 2018, проходившего в рамках чемпионатов зональных ассоциаций NORCECA.
Гватемала, Доминиканская Республика — по итогам розыгрыша Центральноамериканского Кубка 2016;
Тринидад и Тобаго, Мартиника — по итогам Карибского чемпионата 2017;
Сент-Люсия, Сент-Винсент и Гренадины — по итогам Восточно-Карибского чемпионата 2017.
От участия отказались сборные Кубы и Пуэрто-Рико. 

## Система проведения чемпионата
10 команд-участниц на предварительном этапе были разбиты на три группы, в которых играли в один круг. Первичным критерием при распределении мест в группах служило общее количество побед, затем количество набранных очков, соотношение партий, соотношение игровых очков и, наконец, результаты личных встреч. За победу со счётом 3:0 начислялось 5 очков, за победу 3:1 — 4, 3:2 — 3 очка, за поражение 2:3 проигравший получал 2 очка, 1:3 — 1 и за поражение 0:3 очки не начислялись. 
Два из трёх победителей групп напрямую вышли в полуфинал плей-офф, оставшийся победитель группового турнира и команды, занявшие вторые места — в четвертьфинал. Победители в четвертьфинальных парах присоединились к полуфиналистам и далее с выбыванием разыграли медали первенства. Проигравшие четвертьфиналисты с победителями стыковых матчей худших команд групповых турниров разыграли итоговые 5-8-е места. 

## Предварительный этап

### Группа А
| М | Команда                  | 1   | 2   | 3   | И | В | П | С/П | О  |
| - | ------------------------ | --- | --- | --- | - | - | - | --- | -- |
| 1 | США                      |     | 3:0 | 3:0 | 2 | 2 | 0 | 6:0 | 10 |
| 2 | Доминиканская Республика | 0:3 |     | 3:0 | 2 | 1 | 1 | 3:3 | 5  |
| 3 | Гватемала                | 0:3 | 0:3 |     | 2 | 0 | 2 | 0:6 | 0  |

26 сентября: США — Гватемала 3:0 (25:12, 25:14, 25:10).
27 сентября: Доминиканская Республика — Гватемала 3:0 (25:16, 25:20, 25:18).
28 сентября: США — Доминиканская Республика 3:0 (25:17, 25:21, 25:10).

### Группа В
| М | Команда           | 1   | 2   | 3   | И | В | П | С/П | О  |
| - | ----------------- | --- | --- | --- | - | - | - | --- | -- |
| 1 | Канада            |     | 3:0 | 3:0 | 2 | 2 | 0 | 6:0 | 10 |
| 2 | Тринидад и Тобаго | 0:3 |     | 3:0 | 2 | 1 | 1 | 3:3 | 5  |
| 3 | Сент-Люсия        | 0:3 | 0:3 |     | 2 | 0 | 2 | 0:6 | 0  |

26 сентября: Тринидад и Тобаго — Сент-Люсия 3:0 (25:15, 25:16, 25:17).
27 сентября: Канада — Сент-Люсия 3:0 (25:9, 25:13, 25:8).
28 сентября: Канада — Тринидад и Тобаго 3:0 (25:21, 25:12, 25:10).

### Группа С
| М | Команда                  | 1   | 2   | 3   | 4   | И | В | П | С/П | О  |
| - | ------------------------ | --- | --- | --- | --- | - | - | - | --- | -- |
| 1 | Мексика                  |     | 3:0 | 3:0 | 3:0 | 3 | 3 | 0 | 9:0 | 15 |
| 2 | Коста-Рика               | 0:3 |     | 3:1 | 3:0 | 3 | 2 | 1 | 6:4 | 9  |
| 3 | Мартиника                | 0:3 | 1:3 |     | 3:0 | 3 | 1 | 2 | 4:6 | 6  |
| 4 | Сент-Винсент и Гренадины | 0:3 | 0:3 | 0:3 |     | 3 | 0 | 3 | 0:9 | 0  |

26 сентября: Коста-Рика — Мартиника 3:1 (25:19, 25:16, 23:25, 25:21); Мексика — Сент-Винсент и Гренадины 3:0 (25:7, 25:16, 25:10).
27 сентября: Коста-Рика — Сент-Винсент и Гренадины 3:0 (25:10, 25:19, 25:21); Мексика — Мартиника 3:0 (25:11, 25:15, 25:12).
28 сентября: Мартиника — Сент-Винсент и Гренадины 3:0 (25:10, 25:14, 25:20); Мексика — Коста-Рика 3:0 (25:19, 25:16, 25:10).
Все победители групп имеют одинаковое количество побед и максимальное соотношение партий. Вопрос прямого выхода в полуфинал решался по соотношению мячей в матчах группового раунда: Канада — 2,055; Мексика — 1,94; США — 1,786. В полуфинал напрямую вышли Канада и Мексика.

## Плей-офф

### Классификационные матчи
29 сентября. Играют команды, занявшие в группах предварительного этапа 3—4-е места.
Мартиника — Сент-Винсент и Гренадины 3:0 (25:16, 25:18, 25:16).
Гватемала — Сент-Люсия 3:0 (25:17, 25:15, 25:16).

### Четвертьфинал
29 сентября. Играют победитель группы «А», имеющий худшие показатели по сравнению с победителями других групп, и команды, занявшие в группах предварительного этапа 2-е места.
Доминиканская Республика — Тринидад и Тобаго 3:0 (25:18, 25:22, 25:21).
США — Коста-Рика 3:0 (25:11, 25:7, 25:8).

### Матч за 9-е место
30 сентября. Играют проигравшие в классификационных матчах.
Сент-Винсент и Гренадины — Сент-Люсия 3:1 (22:25, 25:20, 25:19, 25:15).

### Полуфинал за 5—8 места
30 сентября. Проигравшие в четвертьфинале играют против победителей классификационных матчей.
Гватемала — Коста-Рика 3:1 (20:25, 25:21, 25:17, 25:15).
Тринидад и Тобаго — Мартиника 3:0 (25:20, 25:23, 25:18).

### Полуфинал за 1—4 места
30 сентября. Победители двух групп предварительного этапа играют против победителей матчей четвертьфинала.
Доминиканская Республика — Мексика 3:0 (25:20, 25:23, 25:23).
США — Канада 3:0 (25:20, 25:22, 25:21).

### Матч за 7-е место
1 октября. Играют проигравшие в полуфиналах за 5-8 места.
Мартиника — Коста-Рика 3:2 (10:25, 25:21, 24:26, 25:19, 15:12).

### Матч за 5-е место
1 октября. Играют победители полуфиналов за 5-8 места
Гватемала — Тринидад и Тобаго 3:0 (25:18, 25:10, 25:15).

### Матч за 3-е место
1 октября. Играют проигравшие в полуфиналах за 1-4 места
Канада — Мексика 3:1 (21:25, 25:13, 27:25, 25:18).

### Финал
| 1 октября 2017 | \| США \| 3:0 norceca.net \| Доминиканская Республика \| \| Мэттью Андерсон (13) Аарон Рассел (9) Тэйлор Сандер (3) Мика Кристенсон (4) Максуэлл Холт (6) Дэвид Смит (10) Эрик Сёдзи (либеро) Томас Джэшке (10) Кавика Сёдзи \| Голы \| Хенри Тапия Сантана (5) Вильфридо Эрнандес Энкарнасьон (3) Марио Фриас Таварес Хенри Лопес Капельян (2) Хосе Касерес Гомес (4) Франсиско Арредондо Северино Энхер Мисес Фелис (либеро) Педро Гарсия Торибио (7) Франсиско Абреу Лопес Джонатан Мересес Крус Рики Паулино Паулино Альберто Диас Крус \| | Колорадо-Спрингс «Main Competition Hall» 2000 зрителей |
| Счёт по партиям — 25:17, 25:10, 25:12. Время матча — 1 час 02 минуты. Судьи: Хосмер Перес, Брайан Чарлз.                                                         | | |
| США | 3:0 norceca.net | Доминиканская Республика |
| Мэттью Андерсон (13) Аарон Рассел (9) Тэйлор Сандер (3) Мика Кристенсон (4) Максуэлл Холт (6) Дэвид Смит (10) Эрик Сёдзи (либеро) Томас Джэшке (10) Кавика Сёдзи | Голы | Хенри Тапия Сантана (5) Вильфридо Эрнандес Энкарнасьон (3) Марио Фриас Таварес Хенри Лопес Капельян (2) Хосе Касерес Гомес (4) Франсиско Арредондо Северино Энхер Мисес Фелис (либеро) Педро Гарсия Торибио (7) Франсиско Абреу Лопес Джонатан Мересес Крус Рики Паулино Паулино Альберто Диас Крус |

## Итоги

### Положение команд
| США                         |
| Доминиканская Республика    |
| Канада                      |
| 4. Мексика                  |
| 5. Гватемала                |
| 6. Тринидад и Тобаго        |
| 7. Мартиника                |
| 8. Коста-Рика               |
| 9. Сент-Винсент и Гренадины |
| 10. Сент-Люсия              |

Три лучшие команды (США, Доминиканская Республика, Канада) квалифицировались на чемпионат мира 2018. Мексика и Гватемала примут участие в дополнительном раунде отборочного турнира мирового первенства. 

### Призёры
США: Мэттью Андерсон, Аарон Рассел, Тейлор Сандер, Митчелл Сталь, Кавика Сёдзи, Томас Яшке, Мика Кристенсон, Дэниэл Макдоннелл, Бенджамин Патч, Карсон Кларк, Максуэлл Холт, Дэвид Смит, Дастин Уоттен, Эрик Сёдзи. Тренер — Джон Спироу.
  Доминиканская Республика: Хенри Тапия Сантана, Вильфридо Эрнандес Энкарнасьон, Энхер Мисес Фелис, Педро Гарсия Торибио, Марио Фриас Таварес, Хенри Лопес Капельян, Франсиско Абреу Лопес, Хосе Касерес Гомес, Франсиско Арредондо Северино, Джонатан Мересес Крус, Рики Паулино Паулино, Альберто Диас Крус. Тренер — Глэдстон Самуэльс.
  Канада: Тайлер Сандерс, Джон Гордон Перрин, Никлас Хоуг, Стефен Маар, Джейсон Дерокко, Шарон Вернан-Ивенс, Дэниэл Янсен-Вандорн, Максуэлл Бёрт, Бриан Дюкетт, Грэм Вигрэсс, Бредли Гюнтер, Кэмерон Бэнн-Блэр, Бретт Уолш. Тренер — Стефан Антига.

### Индивидуальные призы
MVP:  Мика Кристенсон
Лучший связующий:  Педро Ранхель
Лучший диагональный:  Шарон Вернан-Ивенс
Лучшие доигровщики:  Аарон Рассел,  Стефен Маар
Лучшие блокирующие:  Хосе Мартинес,  Леонель Арагон
Лучший либеро:  Луис Чавес
Лучший на подаче:  Жан Брелёр
Лучший на приёме:  Хорхе Барахас
Лучший в защите:  Луис Чавес
Самый результативный:  Альберто Бланко